# Undersviks kyrka
Undersviks kyrka är en kyrkobyggnad i Arbrå-Undersviks församling, tidigare församlingskyrka i Undersviks församling i Uppsala stift. Kyrkan är belägen så att man har utsikt över Ljusnan.

## Nuvarande kyrkan
Nuvarande kyrka byggdes mellan 1788 och 1789 och ersatte då en medeltidskyrka som var belägen längre ned mot Ljusnan. Kyrkan utgörs av ett rektangulärt långhus i öst-västlig riktning med utbyggd sakristia i öster. Ingångar finns i västgaveln och mitt på långhusets sydsida. Exteriören är tämligen oförändrad sedan byggnadstiden. Väggarna är vitputsade med rundbågiga fönsteröppningar. Såväl långhus som sakristia täcks av valmade sadeltak.
Vid 1800-talets mitt genomfördes en omfattande restaurering av kyrkan och framför allt dess interiör. Då fick kyrkan sin nuvarande predikstol och altaruppsats. Under 1900-talet har tre restaureringar genomförts, 1929, 1956 och 1983.

## Gamla kyrkan
Gamla kyrkan uppfördes troligen under 1300-talet, möjligen redan på 1200-talet. Ursprungligen var kyrkan liten, cirka 14 m x 8 m, men byggdes ut efter hand. Troligen har kyrkan haft målningar, men dessa skadades när kyrkan eldhärjades under 1600-talet. År 1706 var väggarna vitkalkade.
Vid bygget av nya kyrkan togs material från den gamla kyrkan som lämnades att förfalla.

## Klockstapeln
Strax norr om kyrkan står en praktfull klockstapel som byggdes 1759 av Ljusdalssnickaren Per Jonsson. Dess placering var ursprungligen nere vid den gamla kyrkan. Först 1889–1890 flyttades klockstapeln till den nya kyrkan. Att flytten dröjde så länge beror troligen på att man hade tänkt utvidga nya kyrkan med ett torn. Något tornbygge blev dock aldrig av.

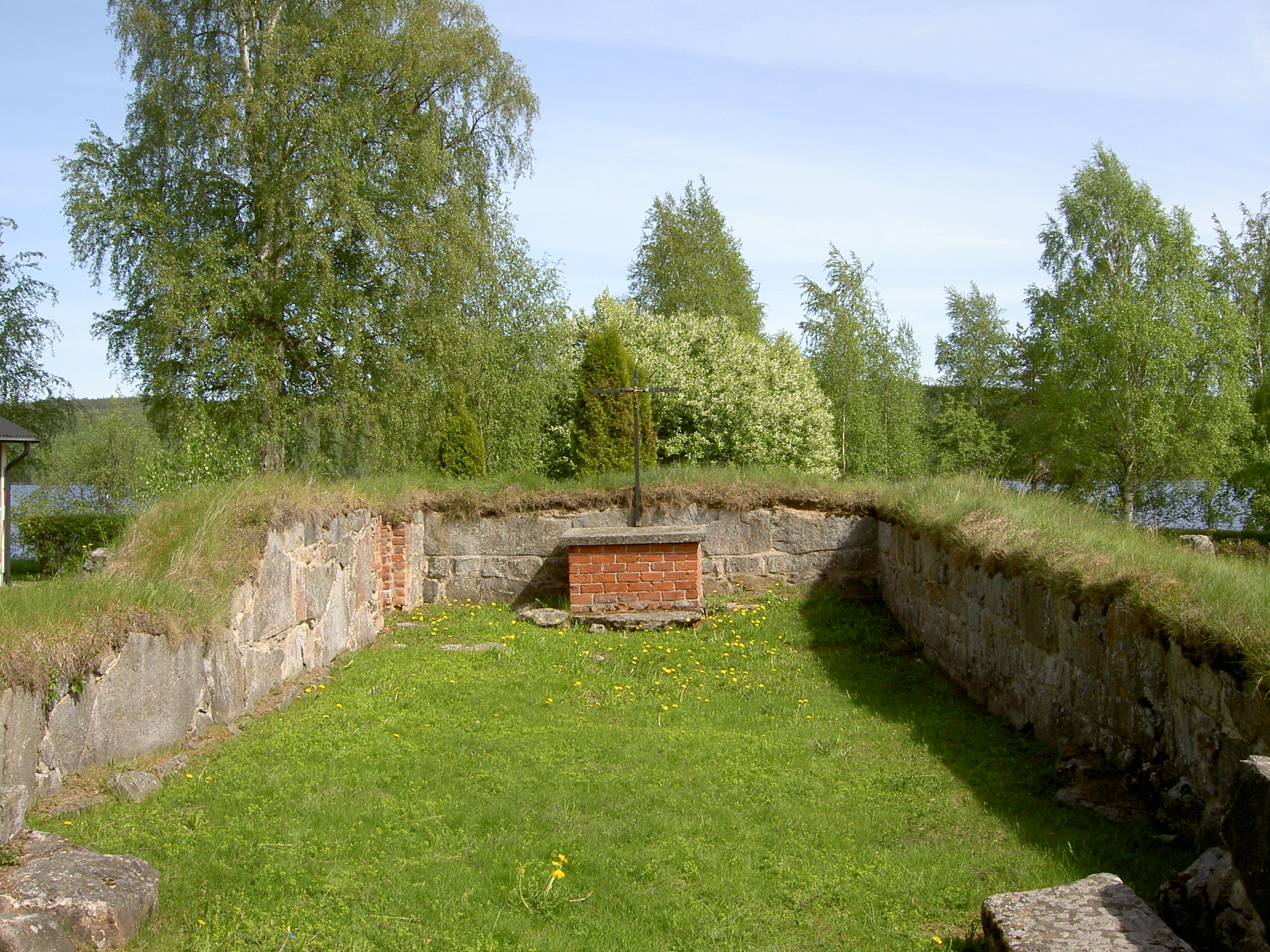
Undersviks kyrkoruin
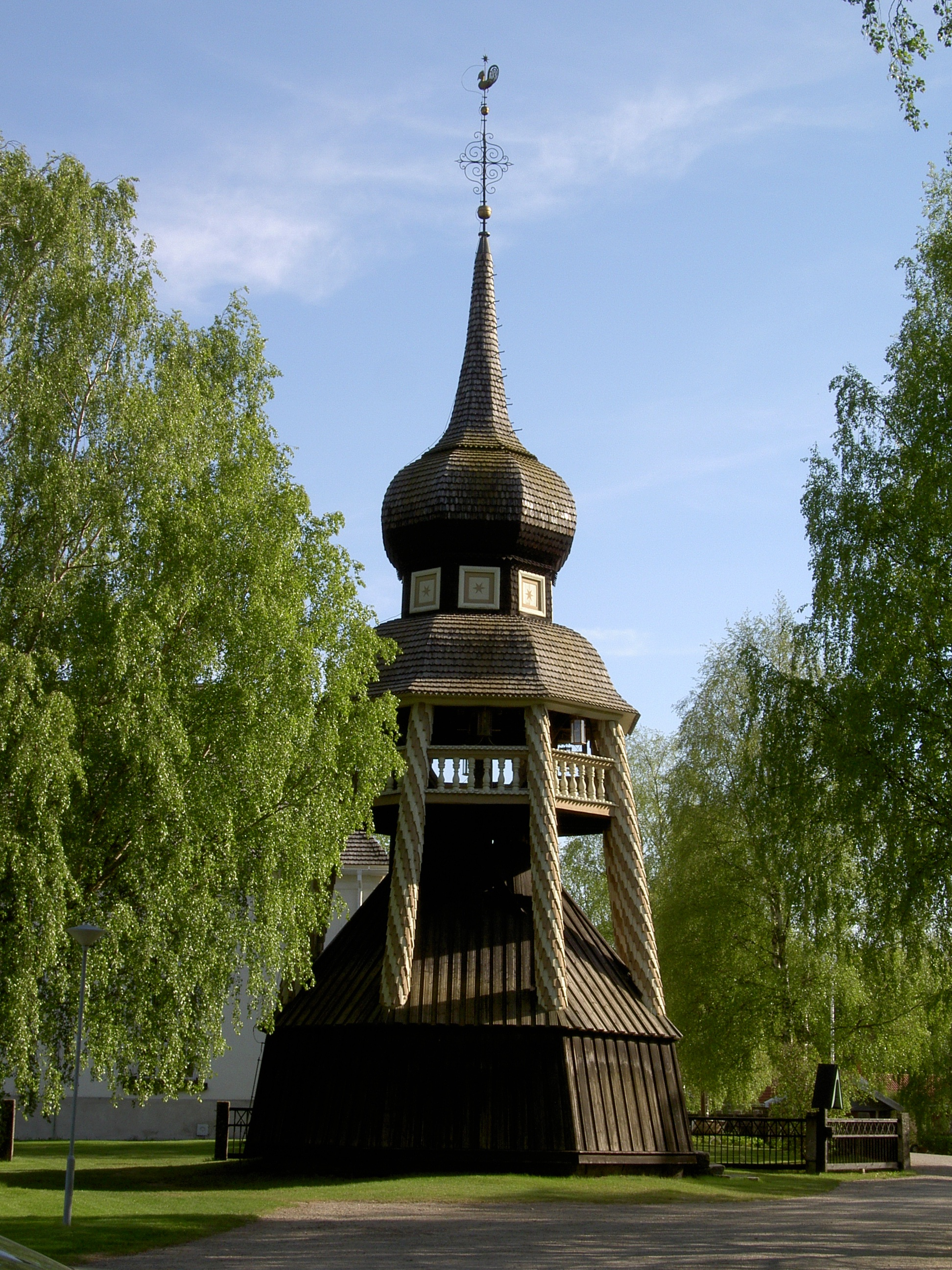
Klockstapeln

## Inventarier
Äldst av inventarierna är ett triumfkrucifix från 1200-talet. Sedan 1945 hänger det på korets södra vägg. Predikstolen tillverkades i mitten av 1800-talet och ersätter en äldre predikstol från 1600-talet.

### Orgel
- 1873 byggde E A Setterquist & Son, Örebro en orgel med 8 stämmor, en manual och bihängd pedal.
- Den nuvarande orgeln byggdes 1956 av Marcussen & Sön, Aabenraa, Danmark. Orgeln är mekanisk med slejflådor. Tonomfånget är på 56/30. Fasaden är från 1873 års orgel.

| Huvudverk I     | Svällverk II      | Pedal          | Koppel |
| Principal 8´    | Gedakt 8´         | Subbas 16´     | I/P    |
| Rörflöjt 8'     | Rörflöjt 4'       | Oktava 8´      | II/P   |
| Oktava 4'       | Principal 2'      | Flöjt 4'       | II/I   |
| Spetsflöjt 4'   | Blockflöjt 2'     | Nachthorn 2'   |        |
| Flagflöjt 2'    | Nasat 1 1⁄3'      | Rauschkvint IV |        |
| Sesquialtera II | Sifflöjt 1'       | Fagott 16'     |        |
| Mixtur IV-VI    | Scharf IV         | Skalmeja 4'    |        |
| Trumpet 8'      | Krumhorn 8'       |                |        |
|                 | Tremulant         |                |        |
|                 | Crescendosvällare |                |        |